# Alojzy Konstanty Drucki Lubecki
Alojzy Konstanty Drucki Lubecki (ur. 1801 w Warszawie, zm. 7 października 1864 w Dunedin) – polski patriota, uczestnik powstania listopadowego, emigrant polityczny, pierwszy polski osadnik w Australii.

## Wczesne życie
Alojzy Konstanty Drucki-Lubecki wywodził się z rodu Druckich-Lubeckich. Jego dziadek Jan ożenił się z polską szlachcianką, z domu Jodko, posiadł duże majątki na Wołyniu i we wschodniej prowincji Polski. Był kuzynem księcia Franciszka Ksawerego Druckiego Lubeckiego, polskiego polityka, ministra skarbu Królestwa Polskiego w latach 1821–1830. Franciszek Ksawery był przyjacielem rosyjskiego cara Aleksandra I, jako zwolennik polityki ugody z Rosją wystąpił przeciwko powstaniu listopadowemu. W przeciwieństwie do swojego kuzyna, książę Alojzy Konstanty był antyrosyjskim nacjonalistą. Jako oficer polskiej armii wziął udział w powstaniu przeciwko Rosji, które wybuchło w nocy z 29 na 30 listopada 1830 i zakończyło klęską 21 października 1831.

## Emigracja

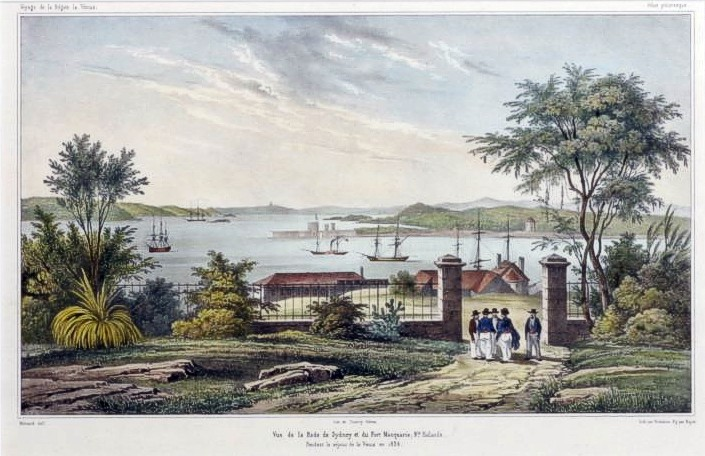
Adolphe Jean-Baptiste, Sydney (ok. 1841)

Upadek powstania przyniósł ograniczenie autonomii Królestwa Polskiego i wzrost represji. Zubożałe posiadłości księcia Alojzego Konstantego zostały skonfiskowane, a on sam musiał wyjechać na wygnanie. Udał się najpierw do Drezna, a potem do Francji i Anglii. Był uczestnikiem ruchu emigracyjnego o podłożu patriotyczno-politycznym, nazywanego Wielką Emigracją.
W 1836 w Londynie poślubił Laurę Duffus, urodzoną w Sydenham, która wywodziła się ze starego szkockiego rodu, a jej ojciec Thomas Duffus był plantatorem z Indiach Zachodnich. Była siostrą anglikańskiego duchownego - Johna Duffusa, który później został głową St Luke’s Anglican Church w osadzie Liverpool, najstarszego istniejącego kościoła anglikańskiego w Australii. Lubeccy wyemigrowali do Australii w 1838. Razem z nimi Anglię opuścił brat Laury z żoną i pięciorgiem dzieci. Wypłynęli pokładzie statku „Eden” pod dowództwem kapitana George’a Noble’a, 17 października 1838 przybyli do Sydney w Nowej Południowej Walii, najstarszego stanu Australii. Na nowym kontynencie znany był jako Alois Konstantine Lubecki.

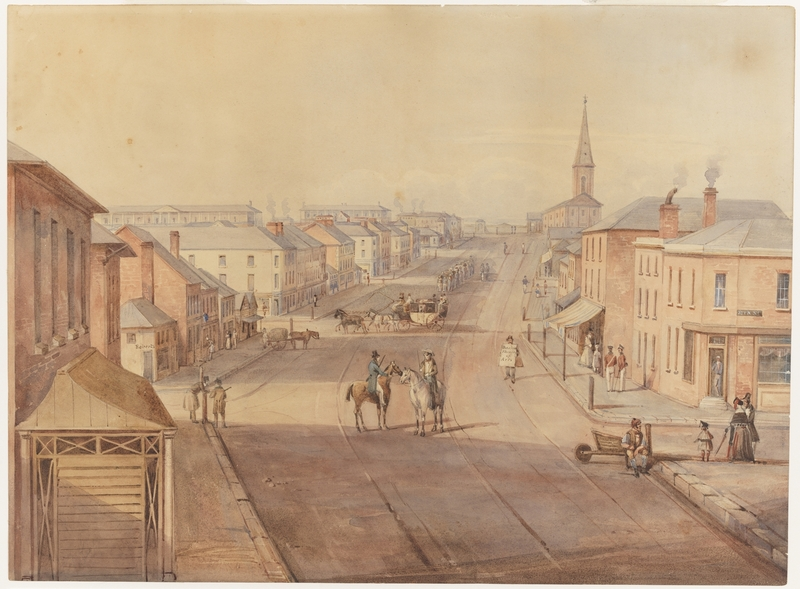
Frederick Garling, King Street, Sydney looking east (1843)

W 1840 ściągnął do Australii swego szwagra, hrabiego Lucjana Platera, który poślubił siostrę jego żony, Charlott Price Duffus. Platerowi towarzyszył też jego brat Ferdynand obaj byli również politycznymi emigrantami jako uczestnicy powstania listopadowego. Lubecki miał problem ze znalezieniem zatrudnienia i ostatecznie 1 października 1840 jego żona założyła prywatną szkołę dla dziewcząt. Wkrótce nawiązali współpracę z siostrami Laury: Charlottą Plater i Susan, żoną Williama Griffitha, urodzonego w Londynie artysty, który również wyemigrował do Australii. Na początku stycznia 1841 Lubeccy przenieśli się do Parramatty, gdzie przeniesiona została także szkoła do Cough Cottage przy Aird Street. Opłata wynosiła czterdzieści gwinei rocznie i obejmowała kształcenie w zakresie języka angielskiego, historii, geografii, pisania i arytmetyki. Za dodatkową opłatą dwóch gwinei za kwartał uczono gry na fortepianie, śpiewu i rysunku, a za kolejną gwineę – francuskiego lub tańca. 31 stycznia 1841 urodził się syn Lubeckiego, który został ochrzczony po ojcu imieniem Alois.

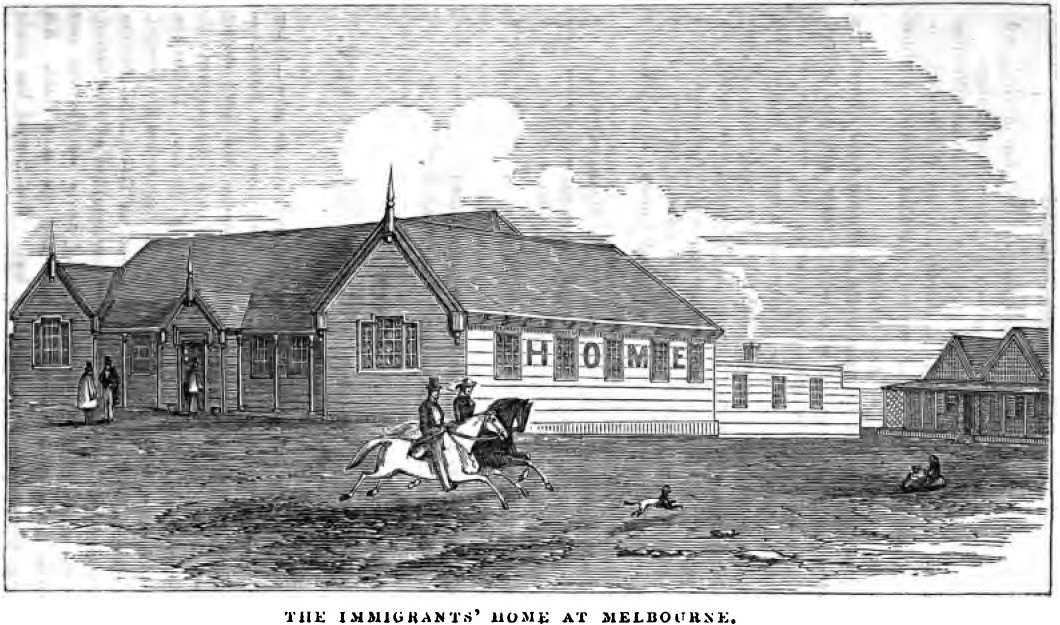
Dom Imigranta w Melbourne (1855)

Początkowo szkoła odniosła sukces, a Lubecki pomagał w administracji, jednak pod koniec 1841 kolonię dotknął okresowy kryzys gospodarczy. Przyniosło to katastrofalny spadek dochodów, który doprowadził do tego, że w marcu 1842 Lubeccy stali się niewypłacalni. Ta porażka spowodowała załamanie nerwowe u Lubeckiego. Pod opieką swojej żony i dwóch hrabiów Plater odzyskał zdrowie. Kolejno Lubeccy przeprowadzili się do Sydney, gdzie urodziły im się dwie córki: Laura i Susan.
Około 1858 Lubeccy przeprowadzili się do stanu Wiktoria, gdzie mieszkali na przedmieściach Melbourne, w Heidelbergu. Lubecki pracował w Melbourne jako cukiernik, a jego żona jako nauczycielka. Syn ich, znany jako Alois Duffus Lubecki, 1 stycznia 1862 wstąpił do wiktoriańskiej służby cywilnej w biurze telegraficznym jako stażysta.

## Przeprowadzka do Nowej Zelandii
4 października 1863 roku, po spędzeniu 25 lat w Australii, książę Lubecki, jego żona i córka popłynęli z Melbourne na pokładzie „City of Hobart” do Port Chalmers, w Nowej Zelandii i osiedlili się w Dunedin, gdzie później dołączył do nich ich syn Alojzy Duffus Lubecki.
Zamieszkali w rezydencji na rogu Regent Road i Queen Street, którą nazwali Eden Bank House. „Eden” mogło być odniesieniem biblijnym lub do nazwy statku, na którym przypłynęli z Europy. „Bank” prawdopodobnie odnosił się do stromej pochyłości na froncie nieruchomości. Na bramie znajdował się napis ze słowem „Kłodno”, pochodzący od nazwy miejsca bitwy, w której odniósł zwycięstwo nad armią carską w powstaniu listopadowym. W dużej, eleganckiej rezydencji z kamienia Madame Lubecki prowadziła w latach 1863–1864 szkołę dla dziewcząt.
Prawie rok po przybyciu do Port Chalmers, 7 października 1864, książę Alois Lubecki zmarł w wieku 63 lat. Jego bardzo zniszczony grób można nadal obejrzeć w Southern Cemetery w Dunedin. Książę Lubecki pochowany jest razem z jednym z synów, Jerzym Konstantym Lubeckim, który zmarł w wieku 18 lat w Greymouth w 1865. Po śmierci męża Laura przeprowadziła się do Gough Cottage na rogu George i Union Streets.
W 1865 roku jego syn Alois Duffus Lubecki został kierownikiem telegrafu w Dunedin, gdzie pracował ponad trzydzieści lat. Odegrał też kluczową rolę w zorganizowaniu pierwszego połączenia telefonicznego w Nowej Zelandii pomiędzy Dunedin i Milton 2 lutego 1878. W 1896 przeszedł na emeryturę i zamieszkał z matką w Nelson, gdzie mieszkała od 1894. Żona księcia zmarła 22 stycznia 1901, a Alois w 1926.
W dzienniku The Argus, wydawanym w Melbourne, 6 kwietnia 1877 zamieszczono informację o ślubie zawartym 21 marca w All Saints Church w Dunedin, Laury Josephine, starszej córki Konstantina Aloisa Lubeckiego z Frankiem Gellibrandem Pogsonem z Barewood Station w Otago.